# Halsten Stenkilsson
Halsten Stenkilsson, rei suec, que va governar durant un curt període, aproximadament de 1067 a 1070. Era fill del rei Stenkil, i pare dels futurs reis Felip Halstensson i Inge II. L'historiador medieval Adam de Bremen ho esmenta breument; no obstant això, d'acord amb altres textos, es pensa que en el govern va ser molt influït pel seu germà Inge, amb el qual va governar de manera conjunta. El seu període de govern es va caracteritzar per les revoltes que van tenir lloc després que el seu germà Inge tractés d'introduir el cristianisme a tot Suècia.